# Ilex vitis-idaea
Ilex vitis-idaea är en järneksväxtart som beskrevs av Ludwig Eduard Loesener. Ilex vitis-idaea ingår i släktet järnekar, och familjen järneksväxter. Inga underarter finns listade i Catalogue of Life.